# Li Chen (taekwondo)
Li Chen (16 de mayo de 1997) es una deportista china que compite en taekwondo. Ganó una medalla de plata en el Campeonato Asiático de Taekwondo de 2018 en la categoría de –73 kg.

## Palmarés internacional
| Campeonato Asiático | Campeonato Asiático          | Campeonato Asiático | Campeonato Asiático |
| Año                 | Lugar                        | Medalla             | Categoría           |
| ------------------- | ---------------------------- | ------------------- | ------------------- |
| 2018                | Ciudad Ho Chi Minh (Vietnam) | Medalla de plata    | –73 kg              |